# Compsoctenus
Compsoctenus is een geslacht van kevers uit de familie  
kniptorren (Elateridae).
Het geslacht is voor het eerst wetenschappelijk beschreven in 1861 door Philippi.

## Soorten
Het geslacht omvat de volgende soort:
- Compsoctenus elegans Philippi, 1861